# Sleepless
Sleepless  (Noche de Venganza en Hispanoamérica) es una película estadounidense de acción, crimen y suspenso estadounidense dirigida por Baran bo Odar, y escrita por Andrea Berloff. La película es protagonizada por Jamie Foxx como un policía corrupto de Las Vegas que se propone rescatar a su hijo secuestrado. Michelle Monaghan, Dermot Mulroney, David Harbour, Punta "TI" Harris, Gabrielle Union y Scoot McNairy también aparecen. 
Es un remake del thriller francés Sleepless Night, la película se estrenó en los Estados Unidos el 13 de enero de 2017.

## Sinopsis
Vincent Downs es un agente que se encuentra en medio de una red de policías corruptos implicados con el control de un casino. Cuando un atraco sale mal, un grupo de criminales secuestra al hijo adolescente de Vincent. En sólo una noche, él debe salvar a su hijo, evadir una investigación interna de la propia policía y llevar a los secuestradores ante la justicia. 

## Trama
En Las Vegas, los policías corruptos Vincent Downs y su compañero Sean Cass roban un cargamento de cocaína perteneciente al empresario Stanley Rubino, quien tenía la intención de venderlo al mafioso Rob Novak, el hijo de un poderoso jefe de la mafia. Se ofrecen como voluntarios para investigar el robo con el fin de ocultar su participación, chocando con la investigadora de Asuntos Internos Jennifer Bryant y su superior, Doug Dennison, que sospechan de su participación. También se revela que Vincent está separado de su esposa Dena, quien se está volviendo a casar, y tiene una participación mínima en la vida de su hijo Thomas, de 16 años.
Mientras conduce a Thomas a su juego de fútbol, Vincent es emboscado por los hombres de Rubino, quienes lo apuñalan en el abdomen y secuestran a su hijo, exigiendo que le devuelvan la cocaína a cambio de la vida de Thomas. Vincent recupera la cocaína de Cass, la coloca en una bolsa de lona y la deja en el conducto de ventilación de uno de los baños en el casino de Rubino, con la esperanza de poder negociar la liberación de su hijo antes de entregar su apalancamiento. Sin saberlo, Bryant lo sigue, quien, ahora convencido de que es un policía sucio, recupera la droga y la esconde en el vestuario de mujeres cercano. Al enterarse de que las drogas fueron trasladadas, Vincent se ve obligado a presentar a Rubino con bolsas de azúcar para garantizar la seguridad de Thomas, pero Novak descubre su artimaña y Thomas es recapturado por los hombres de Rubino, mientras Vincent logra escapar. Mientras tanto, después de quedarse vacío mientras buscaba en el casino Downs, Dennison está convencido de que se ha escapado, y le ordena a Bryant que se vaya a casa y duerma un poco. Bryant le da la llave del casillero de mujeres con cocaína y se dirige a la salida.
Vincent entra al casino como conserje, pero se cruza con Bryant cuando sale y lo persigue en una de las habitaciones del hotel. Luchan, y él la somete antes de revelar que ha estado encubierto en nombre de Asuntos Internos durante los últimos dos años para desmantelar la red de delincuencia dentro del departamento de policía. Él sabe que su compañero Cass es un traficante de drogas, conocía detalles sobre una investigación previa de Bryant y ahora está tratando de encontrar al miembro principal de la policía que lo está cubriendo todo. Una escéptica Bryant lo dirige al vestuario para recuperar la cocaína, pero Dennison ha eliminado recientemente las drogas. Dennison embosca a Vincent, pero finalmente es dominado y queda inconsciente. Mientras tanto, Thomas escapa y roba el celular de Rubino para contactar a Vincent, pero Rubino y sus hombres lo siguen en silencio y permiten que todo suceda en un intento de atraer a Vincent a una trampa. En otra parte, Dena descubre que Vincent y Thomas están en peligro y se dirige al casino.
Cass llega y confronta a Vincent por su participación en Asuntos Internos, pero luego salva a Vincent de uno de los hombres de Novak. Él recibe un disparo en el proceso y se presume muerto. Vincent se infiltra en el casino con un uniforme de policía que Cass trajo, y descubre que Dennison es el topo de la fuerza al pasar por el teléfono de Cass; Dennison está en la nómina de Novak y le ordenó a Cass que matara a Vincent después de informarle que era de Asuntos Internos. Bryant y Dennison luego encuentran a Cass gravemente herido en el garaje. Mientras Bryant revisa los signos vitales del hombre de Novak, Dennison le pregunta en privado a Cass si Vincent es consciente de su participación y lo mata cuando Cass se niega a responder. Vincent y Thomas se reúnen justo cuando Novak comienza a disparar al casino y escapar al estacionamiento. En el tiroteo que sigue, Bryant arresta a Rubino.
Vincent y Thomas intentan escapar en un automóvil robado, pero son emboscados por Novak y sus hombres, lo que lleva a un tiroteo violento. Dena llega y mata al secuaz restante de Novak para salvar a Vincent y Thomas, antes de que Novak los acorrale. Le dispara a Vincent en el pecho, pero Vincent sobrevive y le dispara fatalmente a Novak. Vincent luego se pone en contacto con Bryant y le alerta sobre la corrupción de Dennison. Ella instantáneamente intenta detenerlo, pero Dennison le dispara a Bryant. Luego mata a Rubino después de preguntarle si el padre de Novak lo mencionó alguna vez en sus tratos criminales, luego mata a tiros al policía que conducía el crucero para hacer que el vehículo se estrellara, con la intención de incriminar a Rubino por el incidente; Sin embargo, Bryant sobrevive y expone a Dennison, quien es arrestado de inmediato.
Vincent y Bryant son llevados al mismo hospital, donde se arreglan y se felicitan mutuamente por el trabajo. Mientras tanto, un agente corrupto de la DEA, visto anteriormente en la película, contacta al padre de Novak y le informa que ha habido un problema, lo que implica que posteriormente le contará sobre la muerte de su hijo.

## Reparto
- Jamie Foxx como Vincent Downs.
- Michelle Monaghan como Jennifer Bryant.
- Scoot McNairy como Rob Novak.
- Dermot Mulroney como Stanley.
- Punta "TI" Harris como Sean Cass.
- David Harbour como Doug Dennison.
- Gabrielle Union como Dena Smith.
- Octavius J. Johnson como Thomas "T" Downs.
- Tim Connolly como McFerrin.
- Drew Sheer como Anderson.
- Salah Barker como Benik.
- Tim Rigby como Larry.

## Producción
El rodaje comenzó el 15 de junio de 2015 en Atlanta y Las Vegas.

## Estreno
La película originalmente sería estrenada el 24 de febrero de 2017, pero en octubre de 2016 se trasladó hasta el 13 de enero de 2017.

## Recepción
Sleepless ha recibido reseñas negativas de parte de la crítica y de la audiencia. En el sitio web especializado Rotten Tomatoes, la película posee una aprobación de 25%, basada en 61 reseñas, con una calificación de 4.3/10 y con un consenso crítico que dice: "Sleepless desperdicia a un elenco talentoso, y material de fuente sólido, en un drama criminal cansado cuyos clichés superan rápidamente a sus emociones." De parte de la audiencia tiene una aprobación de 37%, basada en 9619 votos, con una calificación de 2.9/5.
El sitio web Metacritic le ha dado a la película una puntuación de 34 de 100, basada en 15 reseñas, indicando "reseñas generalmente negativas". Las audiencias encuestadas por CinemaScore le han dado a la película una "B+" en una escala de A+ a F, mientras que en el sitio IMDb los usuarios le han dado una calificación de 5.6/10, sobre la base de 32 855 votos. En la página FilmAffinity la cinta tiene una calificación de 4.7/10, basada en 2548 votos.